# Coyaima (ort)
Coyaima är en ort i Colombia. Den ligger i departementet Tolima, i den centrala delen av landet, 150 km sydväst om huvudstaden Bogotá. Coyaima ligger 359 meter över havet och antalet invånare är 3 893.
Terrängen runt Coyaima är platt österut, men västerut är den kuperad. Terrängen runt Coyaima sluttar österut. Runt Coyaima är det ganska tätbefolkat, med 52 invånare per kvadratkilometer. Närmaste större samhälle är Ortega, 15,5 km norr om Coyaima. Omgivningarna runt Coyaima är en mosaik av jordbruksmark och naturlig växtlighet.